# Dia da Restauração da Independência
Der Dia da Restauração da Independência ist ein portugiesischer Feiertag. Er wird jedes Jahr am 1. Dezember gefeiert.
Er erinnert an die Beendigung der Personalunion Portugals mit Spanien und die Wiederherstellung eines unabhängigen Portugals am 1. Dezember 1640. Auf Beschluss der Regierung von Ministerpräsident Pedro Passos Coelho wurde der Feiertag ab 2013 ausgesetzt; Anfang 2016 wurde von der Nachfolgeregierung wieder eingesetzt.